# Creditshelf
Die Creditshelf AG ist ein Finanztechnologie-Unternehmen aus Frankfurt am Main und spezialisiert auf die Kreditvergabe über Online-Kreditmarktplätze an kleine und mittlere Unternehmen (KMU) in Deutschland. Nach einer Insolvenz im Mai 2024 wurde der größte Teil des Unternehmens von der Teylor AG aus der Schweiz übernommen. Creditshelf war Teil des  German Entrepreneurial Index (GEX).

## Geschichte
Das Unternehmen wurde 2014 von Christoph Maichel gegründet, um online Kreditnehmer und Investoren zusammenzubringen. Tim Thabe und Daniel Bartsch stiegen 2015 als Co-Gründer ein. Es sollte kleinen und mittelständischen Unternehmen (KMU) alternative Finanzierungsmöglichkeiten geboten werden, die an den öffentlichen Kapitalmärkten nur begrenzt verfügbar sind. Die creditshelf AG erhält für ihre Dienstleistungen sowohl von den Kreditnehmern als auch von den Investoren eine Gebühr. Im Februar 2024 wurde Insolvenz angemeldet. Im Laufe des Jahres wurde eine Übernahme durch das Schweizer Konkurrenzunternehmen Teylor AG öffentlich. 
Der Frankfurter Mittelstandfinanzierer Creditshelf beantragte im Februar ein Schutzschirmverfahren, weil Zahlungen des schillernden Investors Rolf Elgeti ausblieben. Nun befindet er sich in fortgeschrittenen Verhandlungen mit Käufern – darunter soll das aufstrebende Finanz-Startup Teylor sein.